# Janne Petre
Johan Wilhelm (Janne) Petre i riksdagen kallad Petre i Gävle, född 17 februari 1819 i Gävle, död 15 juli 1900 i Gävle, var en svensk borgmästare och politiker. 

## Biografi
Petre tillhörde den i Bergslagen inflytelserika familjen Petre, med flera dominerande järnbruk i området. Den svenska släktgrenen Petre kom till Sverige i början av 1600-talet från Storbritannien. Petre blev student vid Uppsala universitet 1837, avlade hovrättsexamen 1842 och kameralexamen samma år. Han blev e.o. notarie i Svea hovrätt samma år, vice häradshövding 1846, sekreterare hos Borgerskapets äldste i Gävle 1848, rådman 1857, tf. borgmästare 1858–67 och ordinarie borgmästare 1867–84. 
Petre var under flera år ordförande i styrelsen för AB Gefle bank, en av grundläggarna av Högbo stål- och järnmanufaktur AB, ombudsman vid Gävle-Dala Järnvägs AB och under flera år ordförande i bolagets styrelse, kassadirektör i Korsnäs sågverks AB, ledamot av Krylbo–Norbergs Järnväg samt kommunalman. I riksdagen var han ledamot av andra kammaren 1869 för Gävle valkrets.